# HD 75140
HD 75140，又名BD-06 2727，SAO 136287、HR 3493，是一颗恒星，视星等为6.09，位于銀經233.32，銀緯22.26，其B1900.0坐标为赤經8h 43m 8.6s，赤緯-6° 22.26′ 23″。